# كارولين رو
كارولين رو (بالإنجليزية: Caroline Roe)‏ (1943، وندسور في كندا)؛ كاتِبة وروائية كندية. درست في جامعة تورنتو.